# Desmoscolex fennicus
Desmoscolex fennicus är en rundmaskart som beskrevs av Lorenzen 1969. Desmoscolex fennicus ingår i släktet Desmoscolex och familjen Desmoscolecidae. Arten är reproducerande i Sverige. Inga underarter finns listade i Catalogue of Life.